# Шаповалов, Сергей Александрович (легкоатлет)
Серге́й Алекса́ндрович Шапова́лов (род. 19 марта 1957) — советский украинский легкоатлет, специалист по бегу на средние дистанции. Выступал на всесоюзном уровне в конце 1970-х — начале 1980-х годов, обладатель бронзовой медали Спартакиады народов СССР, двукратный бронзовый призёр чемпионатов СССР, победитель первенств всесоюзного и республиканского значения. Представлял Харьков и добровольное спортивное общество «Авангард».

## Биография
Сергей Шаповалов родился 19 марта 1957 года. Занимался лёгкой атлетикой в Харькове, выступал за Украинскую ССР и добровольное спортивное общество «Авангард».
Первого серьёзного успеха на всесоюзном уровне добился в сезоне 1979 года, когда на чемпионате страны в рамках VII летней Спартакиады народов СССР в Москве с украинской командой выиграл бронзовую медаль в программе эстафеты 4 × 800 метров.
В 1981 году на чемпионате СССР в Москве вновь стал бронзовым призёром в эстафете 4 × 800 метров.
В 1982 году в беге на 1500 метров завоевал бронзовую награду на зимнем чемпионате СССР в Москве. Позднее в той же дисциплине финишировал третьим на всесоюзных соревнованиях в Подольске, установив при этом личный рекорд на открытом стадионе — 3:40.44.